# Spathidexia clemonsi
Spathidexia clemonsi là một loài ruồi trong họ Tachinidae.